# リオル・エリヤフ
リオル・エリヤフ（ヘブライ語: לִיאוֹר אֱלִיָּהוּ,英語: Lior Eliyahu、1985年9月9日 - ）は、イスラエルのプロバスケットボール選手。スペイン男子プロバスケットボールリーグ1部リーガACBの強豪サスキ・バスコニア所属。テルアビブ地区ラマト・ガン出身。ポジションはスモールフォワード、パワーフォワード。207cm、102kg。